# 62. Velencei Nemzetközi Filmfesztivál
A 62. Velencei Nemzetközi Filmfesztivált 2005. augusztus 31-től szeptember 10-ig tartották meg Lido di Veneziában. A 19 versenyfilm között csak két tisztán amerikai film versengett az Arany Oroszlánért. A Távol-Kelet két produkcióval, Kanada egy filmmel szerepelt a hivatalos versenyprogramban, a többi film pedig mind európai gyártású volt. A versenyen kívül, a Horizontok és a rövidfilmes szekciókban vetítették az új ázsiai és amerikai mozi legjobb darabjait. Összesen 54 játékfilmet lehetett megtekinteni a fesztiválon.
A fesztivál magyar vonatkozását a Széllel Arany Pálmát nyert Iványi Marcell jelentette, aki Ballada című 12 perces alkotásával a rövidfilmes versenyben vett részt.

## Zsűri

### versenyfilmek
- A zsűri elnöke: Dante Ferretti, Oscar-díjas díszlettervező (Olaszország)
- Ah Cheng, író (Kína)
- Claire Denis, filmrendező (Franciaország)
- Edgar Reitz, rendező (Németország)
- Emiliana Torrini, színésznő (Izland)
- Christine Vachon, független producer (USA)
- Amos Gitai, rendező (Izrael)

## Versenyfilmek
- Pupi Avati: La seconda notte di nozze (Olaszország) 103’

szereplők: Antonio Albanese, Katia Ricciarelli, Neri Marcore
- Joao Botelho: O Fatalista (Portugália/Franciaország) 99’

sz: Rogério Samora, André Gomes, Rita Blanco
- Laurent Cantet: Vers le sud (Franciaország/Kanada) 105’

Charlotte Rampling, Karen Young, Louise Portal
- Patrice Chéreau: Gabrielle (Franciaország/Olaszország) 90’

sz: Isabelle Huppert, Pascal Greggory, Thierry Hancisse
- George Clooney: Goodnight and Good Luck (USA) 90’

sz: David Strathairn, George Clooney, Jeff Daniels, Robert Downey Jr., Patricia Clarkson
- Cristina Comencini: La bestia nel cuore (Olaszország) 112’

sz: Giovanna Mezzogiorno, Luigi Lo Cascio, Alessio Boni, Stefania Rocca, Angela Finocchiaro
- Roberto Faenza: I giorni dell’abbandono (Olaszország) 96’

sz: Margherita Buy, Luca Zingaretti, Goran Bregovic
- Abel Ferrara: Mary (Olaszország/USA) 83’

sz: Juliette Binoche, Matthew Modine, Forest Whitaker
- Philippe Garrel: Les Amants réguliers (Franciaország/Olaszország) 178’

sz: Louis Garrel, Clothilde Hesme, Julien Lucas
- Aleksey Germna JR: Garpastum (Oroszország) 114’

sz: Chulpan Khamatova, Evgeny Pronin, Danila Kozlovsky
- Terry Gilliam: The Brothers Grimm (Nagy-Britannia) 120’

sz: Matt Damon, Heath Ledger, Jonathan Pryce, Monica Bellucci
- Stanley Kwan: Changhen ge (Kína/Hong Kong) 120’

sz: Sammi Cheng, Tony Ka Fai Leung, Jun Hu
- Ang Lee: Túl a barátságon (Brokeback Mountain) (Kanada) 134’

sz: Jake Gyllenhaal, Heath Ledger, Michelle Williams, Anne Hathaway
- John Madden: Bizonyítás (Proof) (Nagy-Britannia/USA) 100’

sz: Gwyneth Paltrow, Jake Gyllenhaal, Anthony Hopkins
- Fernando Meirelles: The Constant Gardener (Nagy-Br./Kenya/Németo.) 128’

sz: Ralph Fiennes, Rachel Weisz, Hubert Koundé, Sidede Onyulo
- Manoel de Oliveira: Espelho magico (Portugália) 137’

sz: Michel Piccoli, Marisa Paredes, Leonor Silveira, Ricardo Trepa
- Park Chan-wook: Chin-jeol-han Geum-ja-ssi (Sympathy for Lady Vengeance) (Korea) 112’

sz: Lee Young-ae, Choi Min-sik, Kwon Yea-young, Kim Si-hu, Nam Il-woo
- John Turturro: Romance and Cigarettes (USA) 115’

sz: James Gandolfini, Kate Winslet, Susan Sarandon, Christopher Walken
- Krzysztof Zanussi: Persona non grata (Lengyelo./Oroszo./Olaszo.) 110’

sz: Zbigniew Zapasiewicz, Nyikita Mikhalkov, Jerzy Stuhr, Remo Girone

## Díjak
- Arany Oroszlán a legjobb filmnek – Brokeback Mountain, rendező  Ang Lee
- Ezüst Oroszlán a legjobb rendezőnek – Les Amants réguliers, rendező Philippe Garrel
- zsüri különdíja – Mary, rendező Abel Ferrara
- Coppa Volpi a legjobb színésznek – David Strathairn, Good Night, and Good Luck, rendezte George Clooney
- Coppa Volpi a legjobb színésznőnek – Giovanna Mezzogiorno, La bestia nel cuore, rendező Cristina Comencini
- Osella for an Outstanding Technical Contribution – William Lubtchansky, Les Amants réguliers fényképezéséért, rendező Philippe Garrel
- Osella for legjobb forgatókönyv – George Clooney és Grant Heslov, Good Night, and Good Luck, rendező George Clooney
- “Marcello Mastroianni” díj a legjobb fiatal színésznek vagy színésznőnek – Ménothy Cesar, Vers le sud, rendező Laurent Cantet
- Special Lion for her work as a whole – Isabelle Huppert